# Ctenotus alleni
Ctenotus alleni (аджанський гребневухий сцинк) — вид сцинкоподібних ящірок родини сцинкових (Scincidae). Ендемік Австралії.

## Поширення і екологія
Аджанські гребневухі сцинки мешкають на крайній півночі південно-західної частини Західної Австралії. Вони живуть в чагарникових заростях і невисоких сухих рідколіссях.

## Збереження
МСОП класифікує стан збереження цього виду як близький до загрозливого. Ctenotus alleni загрожує знищення природного середовища, пов'язане з перевипасом.